# Liste der Brücken über die Waldemme
Die Liste der Brücken über die Waldemme enthält die Brücken der Waldemme von der Quelle oberhalb Heidenboden in Giswil bis zum Zusammenfluss mit der Weissemme zur Kleinen Emme bei Schüpfheim.

## Brückenliste
28 Übergänge überspannen den Fluss: 22 Strassen- und Feldwegbrücken, fünf Fussgängerbrücken und eine Eisenbahnbrücke.
| Bild | Name                                            | Ort (Lage)                    | Funktion                                                         | Konstruktion      | Material    | Höhe m ü. M. | Länge in m | Bemerkungen |
| ---- | ----------------------------------------------- | ----------------------------- | ---------------------------------------------------------------- | ----------------- | ----------- | ------------ | ---------- | --- |
|      | Übergang bei Heidenboden (Chruterenbach)        | Giswil (Lage)                 | Feldwegübergang                                                  | Bachdurchlass     | Beton       | 1786         | 4          | Fahrverbot für Motorwagen, Motorräder und Motorfahrräder: Ausgenommen Berechtigte Übergang ohne Geländer |
|      | Brücke bei Fontanen (Chruterenbach)             | Giswil (Lage)                 | Feldwegbrücke                                                    | Balkenbrücke      | Beton       | 1674         | 9          | Fahrverbot für Motorwagen, Motorräder und Motorfahrräder: Ausgenommen Berechtigte Übergang ohne Geländer |
|      | Steg unterhalb Fontanen (Chruterenbach)         | Giswil (Lage)                 | Fussgängerbrücke                                                 | Balkenbrücke      | Holz        | 1626         | 7          | Übergang mit talseitigem Geländer Bergwanderweg |
|      | Brücke bei Zopf (Chruterenbach)                 | Giswil (Lage)                 | Feldwegbrücke                                                    | Balkenbrücke      | Beton       | 1359         | 7          | Verbot für Motorwagen und Motorräder: Ausgenommen Berechtigte Übergang ohne Geländer 1 km flussabwärts befinden sich die national geschützten Flachmoore Emmen und Totmoos. |
|      | Emmensprung-Brücke                              | Giswil (Lage)                 | Fussgängerbrücke                                                 | Balkenbrücke      | Stahl       | 1390         | 9          | Stahlbalkenbrücke mit Gitterrostboden, gebaut zwischen 2007 und 2012 Wanderweg "Emmenuferweg – Von der Quelle bis zur Mündung" |
|      | Übergang bei Rämsiboden                         | Giswil (Lage)                 | Bergstrassenübergang                                             | Bachdurchlass     | Beton       | 1302         | 5          | Allgemeines Fahrverbot Wanderland-Route 527 Emmenuferweg (Etappe 1 Sörenberg–Schüpfheim) |
|      | Steg bei Rämsiboden                             | Giswil (Lage)                 | Fussgängerbrücke                                                 | Balkenbrücke      | Holz        | 1295         | 4          | Holzbalken-Übergang |
|      | Bödilibrücke (Panoramastrasse)                  | Sörenberg-Bödeli (Lage)       | Strassenbrücke (zweispurig) mit Trottoir                         | Balkenbrücke      | Beton       | 1225         | 20         | Neubau 2013, ersetzte Brücke von 1965 Höchstgeschwindigkeit 80 km/h PostAuto-Buslinie 241 (Schüpfheim – Flühli – Sörenberg – Glaubenbielen (Sörenberg-Linie)) Veloland-Route 4 Alpenpanorama-Route (Etappe 4 Flüelen–Sörenberg) Mountainbikeland-Route 2 Panorama Bike (Etappe 8 Sarnen–Sörenberg)                                                                           |
|      | Hinter-Schöniseistrasse-Brücke (Rothornstrasse) | Sörenberg-Habchegg (Lage)     | Strassenbrücke (zweispurig) mit Trottoirs                        | Balkenbrücke      | Stahl Beton | 1201         | 90         | Gebaut zwischen 1980 und 1986 Höchstgeschwindigkeit 80 km/h PostAuto-Buslinie 241 (Schüpfheim – Flühli – Sörenberg – Glaubenbielen (Sörenberg-Linie)) Veloland-Route 4 Alpenpanorama-Route (Etappe 4 Flüelen–Sörenberg) Winterwandern-Route 601 Rundwanderweg Glaubenbielenpass (Sörenberg–Totmoos–Talstation Brienzer Rothorn–Sörenberg)                                    |
|      | Habchegg-Brücke                                 | Sörenberg-Schwändeli (Lage)   | Strassenbrücke (einspurig)                                       | Balkenbrücke      | Beton       | 1188         | 70         | Gebaut 1930er-Jahre Höchstgewicht 3,5 t |
|      | Schwand-Brücke (Rossweidstrasse)                | Sörenberg-Platz (Lage)        | Strassenbrücke (zweispurig)                                      | Balkenbrücke      | Beton       | 1161         | 16         | Gebaut 1963 Höchstgeschwindigkeit 50 km/h Zufahrt zum Parkplatz der Talstation des Sessellifts Sörenberg-Platz |
|      | Hinter-Schönisei-Brücke                         | Sörenberg-Dorf (Lage)         | Strassenbrücke (zweispurig) mit Trottoirs                        | Balkenbrücke      | Beton       | 1145         | 40         | Gebaut 1960er-Jahre Höchstgeschwindigkeit 50 km/h Mountainbikeland-Route 2 Panorama Bike (Etappe 8 Sarnen–Sörenberg) Wanderland-Route 2 Trans Swiss Trail (Etappe 15 Schangnau–Sörenberg) Winterwandern-Route 601 Rundwanderweg Glaubenbielenpass (Sörenberg–Totmoos–Talstation Brienzer Rothorn–Sörenberg) Im Westen erstreckt sich das Smaragd-Gebiet Habkern / Sörenberg. |
|      | Sporthausstrasse-Brücke                         | Sörenberg-Dorf (Lage)         | Strassenbrücke (zweispurig)                                      | Balkenbrücke      | Beton       | 1136         | 16         | Privatstrasse Höchstgeschwindigkeit 50 km/h Wanderland-Route 527 Emmenuferweg (Etappe 1 Sörenberg–Schüpfheim) |
|      | Schöniseibrücke (Ochsenweidbrücke)              | Sörenberg-Rischli (Lage)      | Strassenbrücke (zweispurig) mit Trottoir 364.1 36                | Balkenbrücke      | Beton       | 1108         | 90         | Gebaut 1966, saniert 2019 Höchstgeschwindigkeit 60 km/h PostAuto-Buslinie 241 (Schüpfheim – Flühli – Sörenberg – Glaubenbielen (Sörenberg-Linie)) Veloland-Route 4 Alpenpanorama-Route (Etappe 5 Sörenberg–Thun) |
|      | Rischlibrügg (Alte Landstrasse)                 | Sörenberg-Rischli (Lage)      | Strassenbrücke (einspurig)                                       | Balkenbrücke      | Beton       | 1097         | 16         | Güterstrasse Höchstgeschwindigkeit 40 km/h Höchstgewicht 3,5 t Wanderland-Route 527 Emmenuferweg (Etappe 1 Sörenberg–Schüpfheim) |
|      | Hirseggbrücke                                   | Flühli-Hirsegg (Lage)         | Strassenbrücke (zweispurig) 364.1 36                             | Balkenbrücke      | Beton       | 957          | 24         | Höchstgeschwindigkeit 80 km/h Veloland-Route 4 Alpenpanorama-Route (Etappe 9 Variante Sörenberg–Escholzmatt–Schangnau) Flussabwärts befindet sich das national geschützte Auengebiet Flühli. |
|      | Brücke bei Hochwald                             | Flühli-Längehowald (Lage)     | Strassenbrücke (einspurig)                                       | Balkenbrücke      | Holz        | 941          | 20         | Gebaut 1990er-Jahre Privatstrasse Das Bauwerk befindet sich im national geschützten Auengebiet Flühli. |
|      | Kurzenhütten-Brücke                             | Flühli-Golfplatz (Lage)       | Strassenbrücke (einspurig)                                       | Balkenbrücke      | Beton       | 930          | 20         | Gebaut 1970er-Jahre Allgemeines Fahrverbot Güterstrasse Lokaler Wanderweg Das Bauwerk befindet sich im national geschützten Auengebiet Flühli. |
|      | Thorbach-Brücke                                 | Flühli-Thorbach (Lage)        | Strassenbrücke (zweispurig) mit Velostreifenmarkierung           | Balkenbrücke      | Beton       | 892          | 28         | Gemeindestrasse Höchstgeschwindigkeit 50 km/h Lokaler Wanderweg Flussaufwärts befindet sich das national geschützte Auengebiet Flühli. |
|      | Dorfbrücke («Dorfbrügg»)                        | Flühli-Dorf (Lage)            | Strassenbrücke (zweispurig) mit Trottoirs 364.1 36               | Balkenbrücke      | Beton       | 883          | 56         | Höchstgeschwindigkeit 50 km/h PostAuto-Buslinie 241 (Schüpfheim – Flühli – Sörenberg – Glaubenbielen (Sörenberg-Linie)) Veloland-Route 4 Alpenpanorama-Route (Etappe 9 Variante Sörenberg–Escholzmatt–Schangnau) Das «Windtrüeb»-Denkmal befindet sich bei der Brücke. |
|      | Matzenbach-Brücke                               | Flühli-Matzenbach (Lage)      | Strassenbrücke (zweispurig) mit Trottoir 364.1 36                | Balkenbrücke      | Beton       | 867          | 56         | Höchstgeschwindigkeit 80 km/h PostAuto-Buslinie 241 (Schüpfheim – Flühli – Sörenberg – Glaubenbielen (Sörenberg-Linie)) Veloland-Route 4 Alpenpanorama-Route (Etappe 9 Variante Sörenberg–Escholzmatt–Schangnau) Wanderland-Route 527 Emmenuferweg (Etappe 1 Sörenberg–Schüpfheim)                                                                                           |
|      | Brücke nach Rohrigmoos                          | Flühli-Rohrigmoos (Lage)      | Strassenbrücke (einspurig)                                       | Balkenbrücke      | Beton       | 848          | 28         | Güterstrasse Wanderweg |
|      | Chrutacherbrücke                                | Flühli-Hinterlamm (Lage)      | Strassenbrücke (zweispurig) mit Trottoir 364.1 36                | Balkenbrücke      | Stahl       | 830          | 60         | Gebaut 2017/18, ersetzte Steinbogenbrücke von 1912 Höchstgeschwindigkeit 80 km/h PostAuto-Buslinie 241 (Schüpfheim – Flühli – Sörenberg – Glaubenbielen (Sörenberg-Linie)) |
|      | Alte Chrutacherbrücke                           | Flühli-Hinterlamm (Lage)      | Strassenbrücke (ehemalig) 364.1 36                               | Stein-Bogenbrücke | Stein       | 828          |            | Steinbogenbrücke, gebaut 1912, abgebrochen 2018 |
|      | Emmenuferweg-Brücke                             | Flühli-Kärdeli (Lage)         | Fussgängerbrücke                                                 | Balkenbrücke      | Stahl       | 818          | 8          | Gebaut zwischen 1998 und 2006 Stahlbalkenbrücke mit Gitterrostboden Wanderland-Route 527 Emmenuferweg (Etappe 1 Sörenberg–Schüpfheim) |
|      | Alte Chlusbodenbrücke (Lammschluchtbrücke)      | Schüpfheim-Chlusstalde (Lage) | Strassenbrücke (ehemalig) 364.1 36                               | Stein-Bogenbrücke | Beton Stein | 780          | 50         | Bogenbrücke 1913–1916 erbaut, Fahrbahnplatte erweitert 1952, saniert 2009, Hohe ingenieurtechnische Leistung der Zeit vor und während des Ersten Weltkriegs. Während des Zweiten Weltkriegs wurde an der Brücke von der Schweizer Armee ein Sprengobjekt angebracht. Die Brücke wurde Ende 2024 durch eine neue Brücke ersetzt und am 18. Februar 2025 gesprengt.            |
|      | Neue Chlusbodenbrücke                           | Schüpfheim-Chlusstalde (Lage) | Strassenbrücke (zweispurig) 364.1 36                             | Balkenbrücke      | Beton       | 778          | 80         | Die Brücke wurde im Dezember 2024 in Betrieb genommen. Höchstgeschwindigkeit 60 km/h PostAuto-Buslinie 241 (Schüpfheim – Flühli – Sörenberg – Glaubenbielen (Sörenberg-Linie)) |
|      | Brücke bei Aenetämme                            | Schüpfheim-Chlusbode (Lage)   | Strassenbrücke (einspurig) mit Rohrleitungen an der Brückenseite | Balkenbrücke      | Beton       | 752          | 24         | Höchstgewicht 16 t Wanderland-Route 527 Emmenuferweg (Etappe 1 Sörenberg–Schüpfheim) |
|      | SBB-Brücke                                      | Schüpfheim-Bad (Lage)         | Eisenbahnbrücke (eingleisig)                                     | Stein-Bogenbrücke | Stein       | 738          | 32         | Höchstgeschwindigkeit 90 km/h Bahnstrecke Bern–Luzern, die Strecke wird seit 2010 von der BLS betrieben. Das Bauwerk überquert auch die Kantonsstrasse K 36 und eine Zufahrtsstrasse. |
|      | Eysteg (Truteneybrücke)                         | Schüpfheim-Bad (Lage)         | Fussgängerbrücke                                                 | Gedeckte Brücke   | Holz        | 735          | 21         | Erhaltenswerte gedeckte Hängewerk-Holzbrücke, gebaut 1869, saniert 1989 Eine der wenigen noch erhaltenen gedeckten Holzbrücken im Entlebuch, war ein wichtiger Übergang am alten Saumweg nach Flühli. Die Brücke ist nach Johann Schmid Ey (1891–1958) benannt, der hier durch Unfall starb. Wanderland-Route 527 Emmenuferweg (Etappe 1 Sörenberg–Schüpfheim)               |